# Coupe du monde des clubs de la FIFA 2019
Navigation
Émirats arabes unis 2018 Qatar 2020
La Coupe du monde des clubs de la FIFA 2019 est la 16e édition de la Coupe du monde des clubs de la FIFA. Elle se tient au Qatar pour la première fois de son histoire. Le pays organisateur a été choisi en juin 2019 par la Fédération internationale de football association (FIFA).
Les clubs champions continentaux des six confédérations continentales de football disputent le tournoi en compagnie du champion du pays organisateur.

## Sélection du pays hôte
En raison du projet d'extension de la Coupe du monde des clubs pour l'édition 2021, la FIFA retarde son annonce d'un pays hôte. Un pays organisateur devait être annoncé par la FIFA le 15 mars 2019. Le 28 mai 2019, la FIFA annonce que l'organisation des éditions 2019 et 2020 serait attribuée lors du Conseil de la FIFA à Paris le 3 juin 2019.
Le Qatar est choisi comme pays hôte pour ces deux éditions le 3 juin 2019, permettant ainsi de servir de tests pour la Coupe du monde de football 2022.

## Organisation
| Doha                           | Doha                   |
| ------------------------------ | ---------------------- |
| Stade international du Khalifa | Stade Jassim-bin-Hamad |
| Capacité: 45 416               | Capacité: 11 918       |
|                                |                        |

| Premier tour           | 11 décembre    |
| Second tour            | 14 décembre    |
| Match pour la 5e place | 17 décembre    |
| Demi-finales           | 17-18 décembre |
| Match pour la 3e place | 21 décembre    |
| Finale                 | 21 décembre    |

## Clubs qualifiés
| Club                    | Pays               | Confédération | Épreuve qualificative                   |
| ----------------------- | ------------------ | ------------- | --------------------------------------- |
| Entrent en demi-finales |                    |               |                                         |
| Liverpool FC            | Angleterre         | UEFA          | Ligue des champions de l'UEFA 2018-2019 |
| CR Flamengo             | Brésil             | CONMEBOL      | Copa Libertadores 2019                  |
| Entrent au second tour  |                    |               |                                         |
| CF Monterrey            | Mexique            | CONCACAF      | Ligue des champions de la CONCACAF 2019 |
| ES Tunis                | Tunisie            | CAF           | Ligue des champions de la CAF 2019      |
| Al-Hilal FC             | Arabie saoudite    | AFC           | Ligue des champions de l'AFC 2019       |
| Entrent au premier tour |                    |               |                                         |
| Hienghène Sports        | Nouvelle-Calédonie | OFC           | Ligue des champions de l'OFC 2019       |
| Al Sadd SC              | Qatar (pays hôte)  | AFC           | Qatar Stars League 2018-2019            |

## Résultats

### Tableau
|  | 1er tour           | 1er tour           |                    |             | 2e tour            | 2e tour            |                 |                 | Demi-finales | Demi-finales |  |  | Finale             | Finale             |
|  | 11 décembre - Doha |                    |                    |             |                    |                    |                 |                 |              |              |  |  |                    |                    |
|  | Al Sadd SC         | 3 ap               |                    |             | 14 décembre - Doha | 14 décembre - Doha |                 |                 |              |              |  |  |                    |                    |
|  | Al Sadd SC         | 3 ap               |                    |             | 14 décembre - Doha | 14 décembre - Doha |                 |                 |              |              |  |  |                    |                    |
|  | Hienghène Sports   | 1                  |                    |             | CF Monterrey       | 3                  |                 |                 |              |              |  |  |                    |                    |
|  | Hienghène Sports   | 1                  | 18 décembre - Doha |             | CF Monterrey       | 3                  |                 |                 |              |              |  |  |                    |                    |
|  |                    |                    |                    |             | Al Sadd SC         | 2                  |                 |                 |              |              |  |  |                    |                    |
|  | CF Monterrey       | 1                  |                    |             | Al Sadd SC         | 2                  |                 |                 |              |              |  |  |                    |                    |
|  | CF Monterrey       | 1                  |                    |             |                    |                    |                 |                 |              |              |  |  |                    |                    |
|  |                    |                    | Liverpool FC       | 2           |                    |                    |                 |                 |              |              |  |  |                    |                    |
|  |                    |                    | Liverpool FC       | 2           |                    |                    |                 |                 |              |              |  |  |                    |                    |
|  |                    |                    | 21 décembre - Doha |             |                    |                    |                 |                 |              |              |  |  |                    |                    |
|  |                    |                    |                    |             |                    |                    |                 |                 |              |              |  |  |                    |                    |
|  | Liverpool FC       | 1 ap               |                    |             |                    |                    |                 |                 |              |              |  |  |                    |                    |
|  | Liverpool FC       | 1 ap               | 14 décembre - Doha |             |                    |                    |                 |                 |              |              |  |  |                    |                    |
|  |                    | CR Flamengo        | 0                  |             |                    |                    |                 |                 |              |              |  |  |                    |                    |
|  |                    |                    | 0                  | Al-Hilal FC | 1                  |                    |                 |                 |              |              |  |  |                    |                    |
|  | 17 décembre - Doha |                    |                    | Al-Hilal FC | 1                  |                    |                 |                 |              |              |  |  |                    |                    |
|  |                    | ES Tunis           | 0                  |             |                    |                    |                 |                 |              |              |  |  |                    |                    |
|  | CR Flamengo        | ES Tunis           | 0                  | 3           |                    |                    |                 |                 |              |              |  |  |                    |                    |
|  | CR Flamengo        | Cinquième place    | Cinquième place    | 3           |                    |                    | Troisième place | Troisième place |              |              |  |  |                    |                    |
|  |                    | Cinquième place    | Cinquième place    |             | Al-Hilal FC        | 1                  | Troisième place | Troisième place |              |              |  |  |                    |                    |
|  | Al Sadd SC         | 2                  | CF Monterrey       | 2 tab(4)    | Al-Hilal FC        | 1                  |                 |                 |              |              |  |  |                    |                    |
|  | Al Sadd SC         | 2                  | CF Monterrey       | 2 tab(4)    |                    |                    |                 |                 |              |              |  |  |                    |                    |
|  | ES Tunis           | 6                  | Al-Hilal FC        | 2 (3)       |                    |                    |                 |                 |              |              |  |  |                    |                    |
|  | ES Tunis           | 6                  | Al-Hilal FC        | 2 (3)       |                    |                    |                 |                 |              |              |  |  |                    |                    |
|  | 17 décembre - Doha | 17 décembre - Doha |                    |             |                    |                    |                 |                 |              |              |  |  | 21 décembre - Doha | 21 décembre - Doha |

### Premier tour
| Match 1                          | Al-Sadd SC                               | 3 - 1 ap              | Hienghène Sports | Stade Jassim-bin-Hamad, Doha                                                   |                                                                                |
| 11 décembre 2019 20 h 30 (UTC+3) | Bounedjah 26e · Hassan 100e · Ró-Ró 114e | (1 - 0, 1 - 1, 2 - 1) | 46e Roine        | Spectateurs : 7 047 Arbitrage : Mustapha Ghorbal Arbitre vidéo : Benoît Millot | Spectateurs : 7 047 Arbitrage : Mustapha Ghorbal Arbitre vidéo : Benoît Millot |
| 11 décembre 2019 20 h 30 (UTC+3) | Rapport                                  |                       |                  | Spectateurs : 7 047 Arbitrage : Mustapha Ghorbal Arbitre vidéo : Benoît Millot | Spectateurs : 7 047 Arbitrage : Mustapha Ghorbal Arbitre vidéo : Benoît Millot |

### Second tour
| Match 2                          | Al-Hilal FC | 1 - 0   | ES Tunis | Stade Jassim-bin-Hamad, Doha                                                        |                                                                                     |
| 14 décembre 2019 17 h 00 (UTC+3) | Gomis 73e   | (0 - 0) |          | Spectateurs : 7 726 Arbitrage : Roberto Tobar Arbitre vidéo : Juan Martinez Manuera | Spectateurs : 7 726 Arbitrage : Roberto Tobar Arbitre vidéo : Juan Martinez Manuera |
| 14 décembre 2019 17 h 00 (UTC+3) | Rapport     |         |          | Spectateurs : 7 726 Arbitrage : Roberto Tobar Arbitre vidéo : Juan Martinez Manuera | Spectateurs : 7 726 Arbitrage : Roberto Tobar Arbitre vidéo : Juan Martinez Manuera |

| Match 3                          | CF Monterrey                                    | 3 - 2   | Al-Sadd SC                 | Stade Jassim-bin-Hamad, Doha                                              |                                                                           |
| 14 décembre 2019 20 h 30 (UTC+3) | Vangioni 23e · Funes Mori 45+1e · Rodríguez 77e | (2 - 0) | 66e Bounedjah · 89e Hassan | Spectateurs : 4 878 Arbitrage : Ovidiu Hategan Arbitre vidéo : Alan Kelly | Spectateurs : 4 878 Arbitrage : Ovidiu Hategan Arbitre vidéo : Alan Kelly |
| 14 décembre 2019 20 h 30 (UTC+3) | Rapport                                         |         |                            | Spectateurs : 4 878 Arbitrage : Ovidiu Hategan Arbitre vidéo : Alan Kelly | Spectateurs : 4 878 Arbitrage : Ovidiu Hategan Arbitre vidéo : Alan Kelly |

### Match pour la cinquième place
| Match 4                          | Al-Sadd SC                                  | 2 - 6   | ES Tunis                                                   | Khalifa International Stadium, Doha                                               |                                                                                   |
| 17 décembre 2019 17 h 30 (UTC+3) | Bounedjah 32e (pen.) · Al Haydos 49e (pen.) | (1 - 4) | 6e, 42e, 74e Elhouni · 13e, 25e (pen.) Badri · 87e Derbali | Spectateurs : 15 037 Arbitrage : Abdelkader Zitouni Arbitre vidéo : Benoît Millot | Spectateurs : 15 037 Arbitrage : Abdelkader Zitouni Arbitre vidéo : Benoît Millot |
| 17 décembre 2019 17 h 30 (UTC+3) | Rapport                                     |         |                                                            | Spectateurs : 15 037 Arbitrage : Abdelkader Zitouni Arbitre vidéo : Benoît Millot | Spectateurs : 15 037 Arbitrage : Abdelkader Zitouni Arbitre vidéo : Benoît Millot |

### Demi-finales
| Match 5                          | CR Flamengo                                                   | 3 - 1   | Al-Hilal FC    | Khalifa International Stadium, Doha                                       |                                                                           |
| 17 décembre 2019 20 h 30 (UTC+3) | De Arrascaeta 49e · Bruno Henrique 78e · Al-Bulaihi 82e (csc) | (0 - 1) | 18e Al-Dossari | Spectateurs : 21 588 Arbitrage : Ismail Elfath Arbitre vidéo : Alan Kelly | Spectateurs : 21 588 Arbitrage : Ismail Elfath Arbitre vidéo : Alan Kelly |
| 17 décembre 2019 20 h 30 (UTC+3) | Rapport                                                       |         |                | Spectateurs : 21 588 Arbitrage : Ismail Elfath Arbitre vidéo : Alan Kelly | Spectateurs : 21 588 Arbitrage : Ismail Elfath Arbitre vidéo : Alan Kelly |

| Match 6                          | CF Monterrey   | 1 - 2   | Liverpool FC              | Khalifa International Stadium, Doha                                             |                                                                                 |
| 18 décembre 2019 20 h 30 (UTC+3) | Funes Mori 14e | (1 - 1) | 12e Keïta · 90+1e Firmino | Spectateurs : 45 416 Arbitrage : Roberto Tobar Arbitre vidéo : Esteban Ostojich | Spectateurs : 45 416 Arbitrage : Roberto Tobar Arbitre vidéo : Esteban Ostojich |
| 18 décembre 2019 20 h 30 (UTC+3) | Rapport        |         |                           | Spectateurs : 45 416 Arbitrage : Roberto Tobar Arbitre vidéo : Esteban Ostojich | Spectateurs : 45 416 Arbitrage : Roberto Tobar Arbitre vidéo : Esteban Ostojich |

### Match pour la troisième place
| Match 7                          | CF Monterrey                                                | 2 - 2             | Al-Hilal FC                               | Khalifa International Stadium, Doha                                           |                                                                               |
| 21 décembre 2019 17 h 30 (UTC+3) | A. González 55e · Meza 60e                                  | (0 - 1)           | 35e Eduardo · 66e Gomis                   | Spectateurs : 19 318 Arbitrage : Ovidiu Hategan Arbitre vidéo : Benoît Millot | Spectateurs : 19 318 Arbitrage : Ovidiu Hategan Arbitre vidéo : Benoît Millot |
| 21 décembre 2019 17 h 30 (UTC+3) | Rapport                                                     |                   |                                           | Spectateurs : 19 318 Arbitrage : Ovidiu Hategan Arbitre vidéo : Benoît Millot | Spectateurs : 19 318 Arbitrage : Ovidiu Hategan Arbitre vidéo : Benoît Millot |
| 21 décembre 2019 17 h 30 (UTC+3) | J. González · Medina · Funes Mori · Vásquez · Cárdenas (en) | Tirs au but 4 - 3 | Gomis · Giovinco · Eduardo · Jang · Kanno | Spectateurs : 19 318 Arbitrage : Ovidiu Hategan Arbitre vidéo : Benoît Millot | Spectateurs : 19 318 Arbitrage : Ovidiu Hategan Arbitre vidéo : Benoît Millot |

### Finale
| Match 8                          | Liverpool FC | 1 - 0 ap              | CR Flamengo | Khalifa International Stadium, Doha                                                          |                                                                                              |
| 21 décembre 2019 20 h 30 (UTC+3) | Firmino 99e  | (0 - 0, 0 - 0, 1 - 0) |             | Spectateurs : 45 416 Arbitrage : Abdulrahman Al-Jassim Arbitre vidéo : Juan Martinez Manuera | Spectateurs : 45 416 Arbitrage : Abdulrahman Al-Jassim Arbitre vidéo : Juan Martinez Manuera |
| 21 décembre 2019 20 h 30 (UTC+3) | Rapport      |                       |             | Spectateurs : 45 416 Arbitrage : Abdulrahman Al-Jassim Arbitre vidéo : Juan Martinez Manuera | Spectateurs : 45 416 Arbitrage : Abdulrahman Al-Jassim Arbitre vidéo : Juan Martinez Manuera |

| Liverpool | Flamengo |

| G             | 1  | Alisson                 |       |        |
| D             | 66 | Trent Alexander-Arnold  |       |        |
| D             | 4  | Virgil van Dijk         |       |        |
| D             | 12 | Joe Gomez               |       |        |
| D             | 26 | Andrew Robertson        |       |        |
| M             | 8  | Naby Keïta              |       | 100e   |
| M             | 14 | Jordan Henderson (c)    |       |        |
| M             | 15 | Alex Oxlade-Chamberlain |       | 75e    |
| A             | 11 | Mohamed Salah           | 81e   | 120+1e |
| A             | 9  | Roberto Firmino         | 100e  | 105e   |
| A             | 10 | Sadio Mané              | 45+1e |        |
| Remplaçants : |    |                         |       |        |
| G             | 13 | Adrián                  |       |        |
| G             | 22 | Andy Lonergan           |       |        |
| D             | 51 | Ki-Jana Hoever          |       |        |
| D             | 72 | Sepp van den Berg       |       |        |
| D             | 76 | Neco Williams           |       |        |
| M             | 5  | Georginio Wijnaldum     |       |        |
| M             | 7  | James Milner            | 105e  | 100e   |
| M             | 20 | Adam Lallana            |       | 75e    |
| M             | 48 | Curtis Jones            |       |        |
| A             | 23 | Xherdan Shaqiri         |       | 120+1e |
| A             | 27 | Divock Origi            |       | 105e   |
| A             | 67 | Harvey Elliott          |       |        |
| Entraîneur :  |    |                         |       |        |
| Jürgen Klopp  |    |                         |       |        |

| G             | 1  | Diego Alves            |      |      |
| D             | 13 | Rafinha                |      |      |
| D             | 3  | Rodrigo Caio           |      |      |
| D             | 4  | Pablo Marí             |      |      |
| D             | 16 | Filipe Luís            |      |      |
| M             | 14 | Giorgian De Arrascaeta |      | 77e  |
| M             | 5  | Willian Arão           |      | 120e |
| M             | 8  | Gerson                 |      | 102e |
| M             | 7  | Éverton Ribeiro (c)    |      | 82e  |
| M             | 27 | Bruno Henrique         |      |      |
| A             | 9  | Gabriel Barbosa        |      |      |
| Remplaçants : |    |                        |      |      |
| G             | 22 | Gabriel Batista (en)   |      |      |
| G             | 37 | César (en)             |      |      |
| D             | 2  | Rodinei                |      |      |
| D             | 6  | Renê                   |      |      |
| D             | 26 | Thuler                 |      |      |
| D             | 44 | Rhodolfo (en)          |      |      |
| M             | 10 | Diego                  | 112e | 82e  |
| M             | 19 | Reinier                |      |      |
| M             | 25 | Robert Piris           |      |      |
| M             | 28 | Orlando Berrío         |      | 120e |
| A             | 11 | Vitinho                | 90e  | 77e  |
| A             | 29 | Lincoln                |      | 102e |
| Entraîneur :  |    |                        |      |      |
| Jorge Jesus   |    |                        |      |      |

## Classement
| Rang | Club             | Pays               |
| ---- | ---------------- | ------------------ |
| 1    | Liverpool FC     | Angleterre         |
| 2    | CR Flamengo      | Brésil             |
| 3    | CF Monterrey     | Mexique            |
| 4    | Al-Hilal         | Arabie saoudite    |
| 5    | ES Tunis         | Tunisie            |
| 6    | Al-Sadd          | Qatar              |
| 7    | Hienghène Sports | Nouvelle-Calédonie |

## Récompenses
| Prix              | Lauréat        | Club         |
| ----------------- | -------------- | ------------ |
| Ballon d'or       | Mohamed Salah  | Liverpool FC |
| Ballon d'argent   | Bruno Henrique | CR Flamengo  |
| Ballon de bronze  | Carlos Eduardo | Al-Hilal FC  |
| Prix du fair-play | ES Tunis       | ES Tunis     |

## Classement des buteurs
| Rang | Joueur                   | Club             | Buts |
| ---- | ------------------------ | ---------------- | ---- |
| 1    | Hamdou Elhouni           | ES Tunis         | 3    |
| 1    | Baghdad Bounedjah        | Al-Sadd SC       | 3    |
| 3    | Abdelkarim Hassan        | Al-Sadd SC       | 2    |
| 3    | Anice Badri              | ES Tunis         | 2    |
| 3    | Rogelio Funes Mori       | CF Monterrey     | 2    |
| 3    | Bafétimbi Gomis          | Al-Hilal FC      | 2    |
| 3    | Roberto Firmino          | Liverpool        | 2    |
| 8    | Carlos Alberto Rodríguez | CF Monterrey     | 1    |
| 8    | Antoine Roine            | Hienghène Sports | 1    |
| 8    | Ró-Ró                    | Al-Sadd SC       | 1    |
| 8    | Leonel Vangioni          | CF Monterrey     | 1    |
| 8    | Sameh Derbali            | ES Tunis         | 1    |
| 8    | Hassan Al Haidos         | Al-Sadd SC       | 1    |
| 8    | Giorgian De Arrascaeta   | CR Flamengo      | 1    |
| 8    | Bruno Henrique           | CR Flamengo      | 1    |
| 8    | Salem al-Dossari         | Al-Hilal FC      | 1    |
| 8    | Naby Keïta               | Liverpool        | 1    |
| 8    | Arturo González          | CF Monterrey     | 1    |
| 8    | Maximiliano Meza         | CF Monterrey     | 1    |
| 8    | Carlos Eduardo           | Al-Hilal FC      | 1    |

1 but contre son camp
- Ali Al-Bulaihi (Al-Hilal FC, contre le CR Flamengo)